# Браузеветтер, Рената
Рената Браузеветтер (нем. Renate Brausewetter; 1 октября 1905, Малага — 20 августа 2006, Линц-на-Рейне) — немецкая актриса немого кино.

## Биография
Когда Ренате было 9 лет, её семья переехала из Испании в Берлин. Рената попала в мир кино и театра благодаря знакомствам старшего брата, актёра Ганса Браузеветтера. В 1925 году Рената Браузеветтер дебютировала на экране статисткой в фильме «Безрадостный переулок».
Рената Браузеветтер снималась в лентах Георга Вильгельма Пабста «Тайны одной души» и Герхарда Лампрехта «Ганзейцы» и «Старый Фриц». Карьера Браузеветтер завершилась с появлением звукового кино. Она ушла из кино и посвятила себя своим детям. После развода с мужем, химиком Губертом Вагнером, Браузеветтер проживала в Берлине с тремя детьми. В 1950 году она вновь появилась в кино в фильме Альфреда Брауна «Лестница».
В 1972 году после тяжёлой болезни Рената Браузеветтер переехала в Линц-на-Рейне поближе к детям. В 2003 году она переселилась из собственной квартиры в дом престарелых, где в 2005 году отпраздновала свой 100-летний юбилей. Похоронена на Английском кладбище в Малаге в соответствии с завещанием. Один из сыновей Ренаты Браузеветтер — Рудольф — также стал актёром.

## Фильмография
- Sündenbabel (1925)
- Ганзейцы — Hanseaten (1925)
- Безрадостный переулок (1925)
- Тайны одной души — Geheimnisse einer Seele (1926)
- Menschen untereinander (1926)
- Приключения банкноты в десять марок — Die Abenteuer eines Zehnmarkscheines (1926)
- Der Kavalier vom Wedding (1927)
- Die Lorelei (1927)
- Schwere Jungs — leichte Mädchen (1927)
- Старый Фриц — Der Alte Fritz 1. Friede (1928)
- Die Hölle der Jungfrauen (1928)
- Лестница — Die Treppe (1950)